# 新井清光
新井 清光（あらい きよみつ、1928年1月22日 - 1999年12月12日）は、日本の会計学者。専門は財務会計論。商学博士。

## 略歴
1951年、早稲田大学第一政治経済学部経済学科卒業。1961年、同大学大学院商学研究科博士課程修了。
1968年より早稲田大学商学部教授。また、1997年に同大名誉教授に就任。文京女子大学（現文京学院大学）大学院教授も務める。
企業会計審議会会長（1987年-1994年）、国際会計研究学会第4代会長（1990年-1993年）、日本会計研究学会第7代会長（1994年-1997年）などを歴任。公認会計士試験第2次試験委員、税理士試験委員など各種試験委員を務めた。

## 人物
当時のみならず今日でも会計学の権威・巨匠として知られ、彼が日本の会計学に与えた影響は極めて大きい。また教授を務めた早稲田大学の会計学が日本を代表する水準にまで達したのは、彼の功績に依るところが大きいと言われている。ちなみに、同じく会計学の権威である加古宜士早大教授の師であり、さらに、大塚宗春（元会計検査院長、早大名誉教授）、廣瀬義州（早大教授）、長谷川哲嘉（早大院特任教授）、花堂靖仁（早大特任教授）、川村義則（早大教授）を始めとした今日の名だたる会計学者が彼の門下生である。
現在、会計学を学ぶ学生を支援する目的として、給付奨学金「新井清光奨学金」が早稲田大学に設けられている。
代表的な著書に「新版財務会計論」中央経済社。